# 한원원
한원원(중국어 간체자: 韩雯雯, 정체자: 韓雯雯, 병음: Hán Wénwén, 1995년 8월 24일 ~ )은 중국의 배우이다. 2010년에 개봉한 《베스트 키드》에서 메이잉 역을 담당하였다.